# Ometéotl

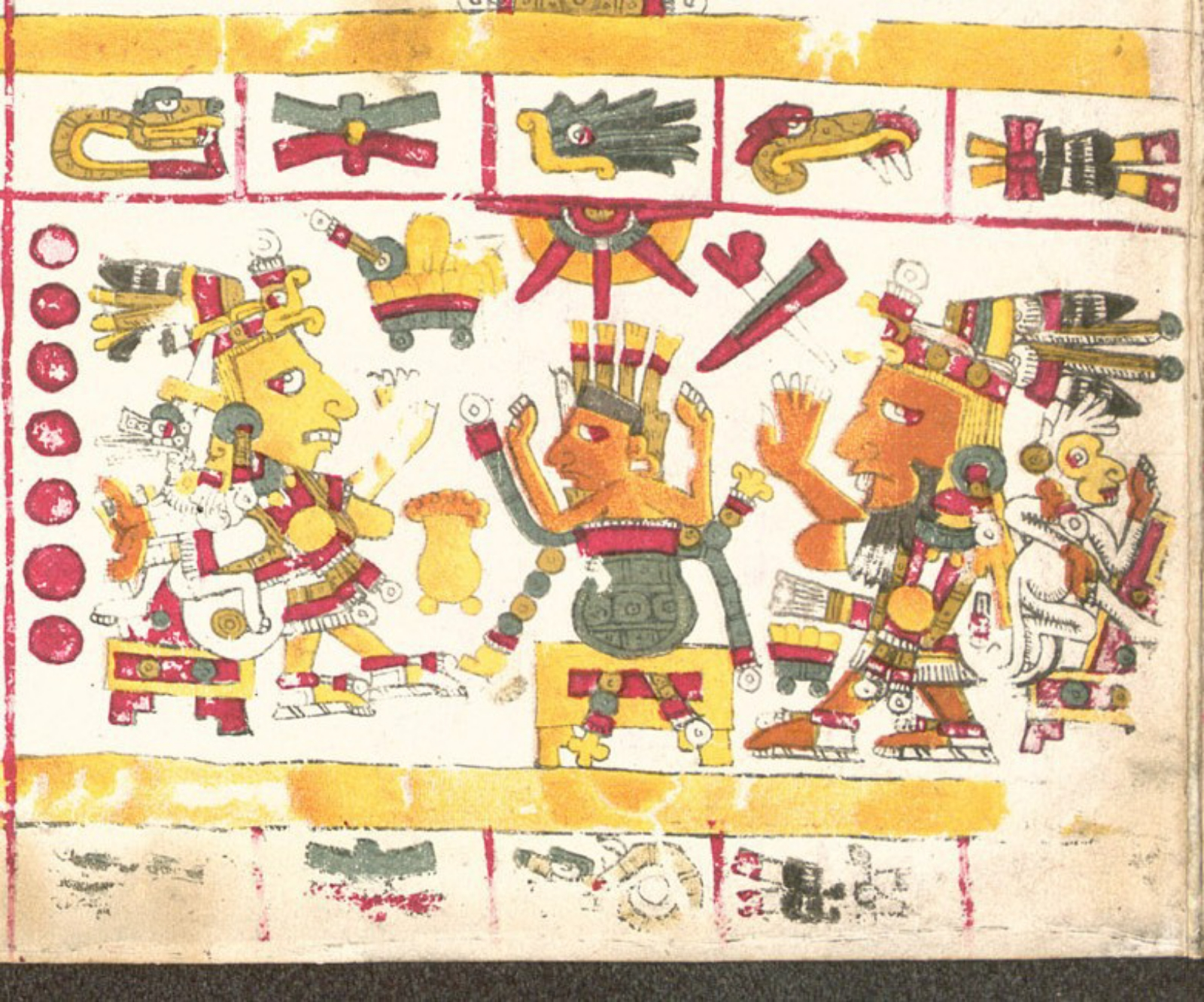
Representació d'Ometéotl en el Còdex Borgia.

Ometéotl (en náhuatl: ometeotl, ‘dos déu’‘ōem 'dos'; etō-tl, déu’) en la mitologia asteca és el déu de la dualitat. Erudits com Miguel León-Portilla consideren que aquest nom representa de fet un conjunt de dues divinitats: Ometecuhtli (dos senyors) i Omecihuatl (dues senyores). Ometecuhtli, representa l'essència masculina de la creació i és espòs d'Omecíhuatl i pare de 4 déus associats als quatre punts cardinals; Xipe-Totec a l'est, Tezcatlipoca al nord, Quetzalcóatl a l'oest, i Huitzilopochtli al sud.
Aquest és un déu antic, que no tenia temples, i era gairebé desconegut pel poble, però que apareix sovint en els poemes de les classes altes, potser com a prova del sincretisme tardà dels mexiques, que estaven en un procés d'aglutinar als altres déus en aquesta deïtat.
Ometéotl és també anomenat in Tonān 'la nostra mare', in Totah 'el nostre pare', Huehueteotl (en náhuatl: mare nostra, pare nostre, déu vell)? com a dualitat i unitat masculí-femenina, resideix en Ilhuicatl-Omeyocan (en náhuatl: ilhuicatl-omeyocan, ‘el cel on (està) la dualitat’.)
Al seu torn, ocupa el més alt lloc dels cels, ell/ella és pare/mare de l'univers i de tot el que hi ha en ell, com a "Senyor i Senyora de La nostra Carn i Sustento", subministra l'energia còsmica universal de la qual totes les coses deriven, així com la continuïtat de la seva existència. Proveeix i manté el ritme oscil·lant de l'univers, i li confereix a cada cosa la seva naturalesa particular. És en virtut d'aquests atributs que se l'anomena laflama, "L'Un Mitjançant Qui Tots Vivim" i el/la que "és el veritable ser de totes les coses, preservant-les i nodrint-les". 
| «                                  | « En ningún lugar puede ser La casa del sumo árbitro; En todo lugar es invocado, En todo lugar es venerado; Se busca su renombre, su gloria en la tierra Nadie puede ser, Nadie puede ser amigo Del que hace vivir a todo; Solamente es invocado, Sólo a su lado y junto a él Puede haber vida en la tierra». | » |
| — Cantares Mexicanos. Moyocoyatzin | |   |

Per ser metafísicament immanent, Ometéotl és anomenat Tloque Nahuaque (en náhuatl:‘amo del proper i el llunyà’)? o (en náhuatl: ‘el/la que està prop de totes les coses i de qui totes les coses estan a prop’)?; en tant que epistemològicament transcendent se l'anomena Yohualli-ehecátl (en náhuatl:‘un que és invisible (com la nit) i intangible/impalpable (com el vent)’)?; rep també els noms de Moyocoyatzin (en náhuatl: ‘l'inventor de si mateix’)? i Ipalnemohuani (en náhuatl: ‘el dador de vida’)?.
L'existència d'Ometéotl és sostinguda i defensada per Caso, León-Portilla i López Austin.
La mitologia mesoamericana introdueix el concepte de lluita que se simbolitza pels combats entre els déus com a forma de concebre la vida còsmica. Aquesta forma de concebre les deïtats és el que dona lloc a la rivalitat entre els Tezcatlipocas o els quatre déus fills, fruit de la qual s'esdevenen una sèrie de creacions (tal com es recull en "Anales de Cuahtitlán"): el Tezcatlipoca blanc es transforma en sol per prevaldre sobre els altres i és el que crea els homes (en un primigeni estadi de barbàrie); els altres Tezcatlipocas, indignats, reaccionen, destrueixen el sol, la terra i tot el que hi existeix, utilitzant l'aigua, per a fer-ho, i transformant als homes en peixos. En una segona edat, la dels gegants, el cel es desploma; en la tercera, es destrueix la terra per una pluja de foc; en una quarta edat, el vent és la força destructora i l'home es converteix en mico.